# ألدي رينالدي
ألدي رينالدي هو لاعب كرة قدم إندونيسي، ولد في 27 فبراير 1990 في باندونغ في إندونيسيا. شارك مع منتخب إندونيسيا تحت 19 سنة لكرة القدم. أما مع النوادي، فقد لعب مع برسيب باندونغ ونادي سيمين بادانغ.